# برج عاج

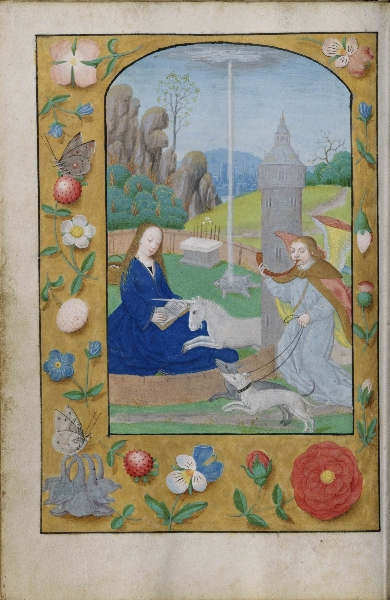
یک برج عاج.

برج عاجی لفظی است نشأت گرفته از غزل غزل‌های سلیمان (۷:۴) در کتاب مقدس که بعدتر به عنوان لقبی برای مریم مورد استفاده قرار گرفت. از قرن نوزدهم این اصطلاح در اشاره به جهان یا محیطی به کار می‌رود که اندیشمندان در آن مشغول پی‌جویی‌هایی منفک از دغدغه‌های عملی زندگی روزمره می‌شوند. این لفظ معمولاً حامل دلالت‌های تحقیرآمیز در خصوص انفکاک عمدی از جهان روزمره است: پژوهش خفیه، بیش از حد تخصصی، یا حتی بی حاصل، و نخبه گرایی آکادمیک.